# Steinbach (Helme)
Der Steinbach ist ein gut 5,3 km langer, linker Zufluss der Helme im Landkreis Nordhausen, im Freistaat Thüringen, in Deutschland.

## Verlauf
Das kleine Fließgewässer entspringt nordwestlich von Liebenrode. In Liebenrode wird es zu einem kleinen Teich angestaut. Der Steinbach fließt Teils in südliche und anderen Teils in nördliche Richtung. Er streift noch einige Erdfälle nordöstlich von Liebenrode. Nachdem er die B243 unterquert hat, mündet er westlich von Günzerode in die Helme.